# Stenografi
Stenografi – från grekiskans stenos (trång) och grafein (skriva), alltså ihopträngd skrift eller kompakt skrift – är en skrivmetod för att kunna anteckna med hög hastighet. Skriften bygger på ett alfabet där tecknen har utformats för att vara särskilt snabbskrivna och lätt förbindbara: där vanlig handskrift använder flera staplar och slängar för varje enskild bokstav är stenografin mer ekonomisk. Varje streck representerar typiskt ett språkljud. Stenografin gör också bruk av förkortningar och symboler för att kunna skriva i hög hastighet. 

## Historia
Det äldsta kända stenografisystemet är det så kallade Akropolissystemet, en grekisk snabbskrift från mitten av 4:e århundradet f.Kr. Systemet beskrivs på den marmorsten som upphittades 1883 i Akropolis av Ulrich Köhler. Det finns dock inga tecken på att det kommit till allmän praktisk användning.
Uppkomsten av stenografikonsten får därför i stället dateras till 63 f.Kr. och kan hänföras till romaren Tiro, en slav till Marcus Tullius Cicero. Plutarchos nämner i sin levnadsteckning över Cato att Cicero i senaten den 5 december det året hade placerat ut notarier som förde anteckningar med hjälp av Tiros noter. Det man nedtecknade med dessa noter var Cato den yngres stora tal med anledning av Catilinas sammansvärjning.
Omkring 3000 tecken ingick i Tiros noter. Tiros noter byggde ytterst på det latinska alfabetet och kom att användas under mer än 1000 år, fram till det västromerska rikets undergång. Tiros noter fann dock därefter en fristad hos munkarna i klostren, som hade användning för en koncept- och anteckningsskrift, och som också sparade på det dyrbara pergamentet. Mot slutet av 1000-talet hade dock kunskapen om de Tironska noterna gått förlorad. Språket i kyrkorna hade börjat ersättas med ländernas egna språk. Under århundradena hade samtidigt den vanliga skriften utvecklats och konkurrerade med Tiros noter som var skrivna för just latin. Inlärningströskeln för Tiros noter var hög, genom tiderna hade systemet kompletterats och det fanns mot slutet 13000 noter att lära in.

## Allmänt
Eftersom stenografiska system bygger på språkets ljud- och stavningsstruktur är de av nödvändighet språkspecifika. I en del språkområden används snabbskriftmaskiner i stället för stenografisk handskrift. 
Inlärningströskeln för stenografiska system är givetvis högre än för vanlig skrift – dels krävs att skribenten lär sig i systemet ingående förkortningar, dels måste skriften utföras med större precision än vanlig handskrift: skriftsystemet är mindre redundant. 

## Hastighet
Stenografisk hastighet mäts normalt i stavelser per minut. En debattstenograf, till exempel i riksdagen, bör kunna klara en medelhastighet av cirka tre hundra stavelser i minuten. För diktamen eller egna anteckningar kan en tredjedel vara nog och vanlig handskrift brukar bli oläslig redan vid hastigheter nära femtio-sextio stavelser i minuten. En duktig maskinskrivare kan vid ett qwerty-tangentbord komma upp till ungefär just femtio-sextio stavelser i minuten. De snabbaste stenograferna vid mästerskap brukar prestera över fem hundra stavelser i minuten.

## Stenografisystem
De mest kända stenografisystemen utvecklades under 1830-talet: 1835 publicerade Gabelsberger sitt tyska stenografisystem, som kom att få stor betydelse för stenografin i Norden och som används idag i Norge och i Finland används varianter av Gabelsberger för både finska och svenska. Gabelsbergers system är ett kursivt system, det vill säga utvecklat för att löpa lätt för skribentens penna. 
År 1837 publicerades Isaac Pitmans engelska system, som fick spridning över hela det engelska språkområdet. Pitmans system är ett geometriskt system, i motsats till Gabelsbergers kursiva system, och är utvecklat för hög tydlighet snarare än bekväm skrift. Greggs system, utvecklat av irländsk-amerikanen John Robert Gregg, kom dock efterhand att konkurrera ut Pitmans system i USA, men den mest använda metoden för stenografi i USA har länge varit maskinstenografi. Idag tillämpas dessa maskiner i rättssalar med mera och har inbyggda hårddiskar. En utskrift kan produceras från dessa med hjälp av en dator.
Teeline är ett stenografisystem som utvecklades 1968 av James Hill, som undervisade i Pitmans system. Systemet har vunnit stor spridning i Storbritannien och en del andra engelskspråkiga länder. Bokstäverna i Teeline bygger på reducerad handskrift. Vokaler utelämnas ofta om de inte inleder eller avslutar ett ord, och många vanliga ord och orddelar har särskilda förkortade skrivsätt.
I Sverige används idag nästan uteslutande Melins system, som först publicerades 1892. Arends system har tidigare använts i stor utsträckning. År 1984 publicerade riksdagsstenografen Bertil Palmquist systemet Rapidskrift som alternativ för den som vill ha möjligheter skriva mycket hastigt. De bygger alla på Gabelsbergers kursiva system och följer samma tradition av att vara lättskrivna. 

### Gabelsbergers stenografisystem

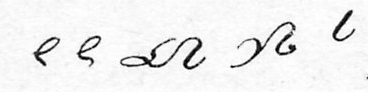
Några tecken skrivna med Gabelsbergers system

Gabelsbergers stenografisystem skapades cirka 1817 av Franz Xaver Gabelsberger. Systemet beskrevs första gången i sin helhet i publicerad form 1834. Det innehåller enbart konsonanttecken. Vokalerna antyds genom förändring av efterföljande konsonant, det kan handla om höjning/sänkning gentemot föregående konsonant (eller kort eller stort avstånd eller tryckning, det vill säga fetstil). Det hela påminner om hur vi i svenskan skiljer uttalet på orden dam och damm, fast i det här systemet är det vokalen som antyds, inte kort eller långt ljud.
Gabelsbergers system användes allmänt i Sverige under 1800-talet.

### Arends stenografisystem
Leopold Arends som lärde sig stenografera på Gabelsbergers system gav år 1850 ut ett nytt stenografisystem som är en utveckling och modernisering av Gabelsbergers system. Den stora förändringen är att Arends system anger vokaler med egna tecken, istället för att de anges genom att konsonanttecknen modifieras. I stort bygger Arends system på att nedstrecken anger konsonanter och stavelsebörjan medan upptecknen anger vokaler, det vill säga stavelsekärnan. Konsonantstaplarna kan vara höga, korta eller låga som korsar skrivraden, vilket gör att vokalerna kan komma att anges på olika höjd beroende på var den föregående konsonanten slutar: detta gör att en del stavelser blir besvärliga att skriva och därför innehåller även Arends system ett antal specialregler som måste tillämpas.
Arends system anses mer lättlärt och mer robust mot störning än Gabelsbergers och slog igenom kraftigt på det förras bekostnad mot slutet av 1800-talet. Det har använts mycket för privata anteckningar och dagböcker, till exempel av Nils Strindberg och av skribenter för utkastarbete.
Här följer ett längre exempel på Arends system från Nordisk Familjebok 1917:
.
I klartext lyder texten:
Korthet och snabbskrifvenhet äro onekligen viktiga egenskaper hos stenografien, men af fullt ut lika stor betydelse är tillförlitligheten och tydligheten, och där den saknas, har man intet egentligt gagn för det praktiska lifvet af kunskapen i stenografi. Det system, som visar sig bäst motsvara anspråken på tydlighet, skall därför i längden komma att stå som segrare i striden mellan de olika metoderna.

### Melins system

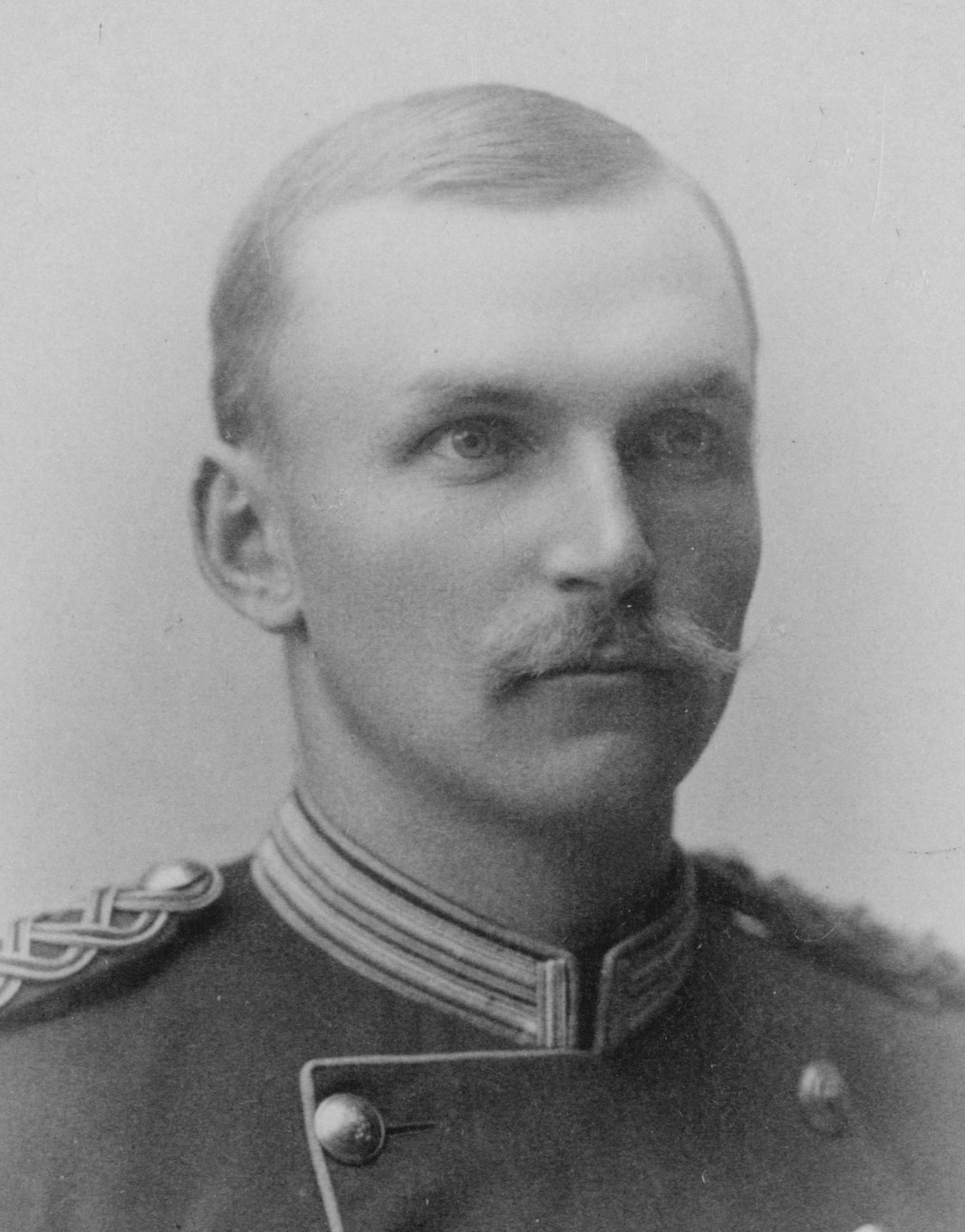
Olof Werling Melin

Med utgångspunkt från Gabelsbergers system skapade Olof Werling Melin 1892 sitt system som blivit vedertaget i Sverige. Tack vare att Melins system är skräddarsydd för det svenska språkets fonotax är det både mer ändamålsenligt och lättare att lära sig än tidigare system. Det är en mycket konsekvent stenografi, med slagordet "inga regler, inga undantag", utan bitecken eller särskilda undantag för vissa stavelser som gjort Arends system besvärligt att lära sig. Däremot har Melins system egenheten att vokalstrecken, som liksom i Arends system är uppstreck men i motsats till Arends vokaltecken är av fast längd, kan leda ordbilden långt från skrivraden: Arends vokaler har inte fast längd utan kan tänjas eller kortas så att stavelsen återgår till skrivraden. 
I början av 1900-talet blev Melins system det främst använda systemet i Sverige.
Melins system har visat sig ändamålsenligt även i bruk där hastighetskravet är mest tydligt, för debattstenografer. Systemet har utökats och modifierats på olika sätt i flera omgångar, exempelvis av riksdagsstenograf Albert Lundman på 1920-talet. Som alla stenografiska system blir hastigheten avsevärt förhöjd genom ett stort antal förkortningar -- "siglar" -- för vanliga uttryck och fraser, som inte är nödvändiga för anteckningsskrift. 
År 1896 infördes Melins system som obligatoriskt läroämne på Frans Schartaus Handelsinstitut i Stockholm och Göteborgs handelsinstitut. Författarinnan Astrid Lindgren använde Melins system i sitt författarskap.
Grundformerna för Melins system visas här:
Här följer ett längre exempel av Melins system från Nordisk Familjebok 1917:
I klartext lyder texten:
Korthet och snabbskrifvenhet äro onekligen viktiga egenskaper hos stenografien, men af fullt ut lika stor betydelse är tillförlitligheten och tydligheten, och där den saknas, har man intet egentligt gagn för det praktiska lifvet af kunskapen i stenografi. Det system, som visar sig bäst motsvara anspråken på tydlighet, skall därför i längden komma att stå som segrare i striden mellan de olika metoderna.

## Användning
Stenografi var fram till 1980-talet ett självklart hjälpmedel i textframställningen inom näringslivet och var länge ett obligatoriskt ämne i Sverige på gymnasieskolans ekonomiska linje. Nu för tiden har stenografin sitt främsta användningsområde som privat anteckningsskrift och för att protokollföra viktigare talade debatter såsom större kongresser och i parlament: även i Sveriges riksdag arbetar debattstenografer med framställningen av debattprotokollen.   
Många författare, till exempel Charles Dickens och Astrid Lindgren, har använt stenografi som hjälpmedel i sitt författarskap. Charles Dickens lärde sig stenografi när han arbetade på en juristbyrå och arbetade senare bland annat med att skriva tidningsreferat från det brittiska parlamentets sammanträden. George Bernard Shaw skrev sina pjäser med hjälp av en maskinskrivare som tolkade hans stenografiskrift i Pitmans system.
Nils Strindberg använde Arends stenografi för sina anteckningar under Andrées polarexpedition 1897.
Den engelske ämbetsmannen Samuel Pepys skrev på 1600-talet sin omfattande dagbok med ett stenografiskt system och med känsliga uppgifter kodade med chiffer.